# Osetnica (przystanek kolejowy)
Osetnica – kolejowy przystanek osobowy w Osetnicy, w województwie dolnośląskim, w gminie Chojnów w Polsce.

## Ruch pasażerski
| Rok  | Wymiana pasażerska na dobę |
| ---- | -------------------------- |
| 2017 | 50-99                      |
| 2022 | 50-99                      |

## Historia
Obiekt oddany do użytku w 1845 jako stacja kolejowa. W późniejszym okresie przekształcony w przystanek osobowy. W ramach modernizacji międzynarodowego szlaku kolejowego E-30, w latach 2005-2006 przystanek przeszedł gruntowną przebudowę.